# Absorptionsspektrum

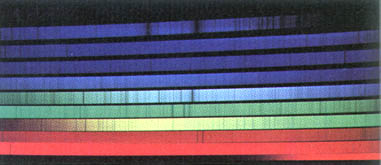
Absorptionsspektrum der Sonne mit den Fraunhoferlinien

Ein Absorptionsspektrum ist ein elektromagnetisches Spektrum, das dunkle Spektrallinien enthält. Es entsteht, wenn breitbandiges (weißes) Licht Materie durchstrahlt und Lichtquanten (Photonen) bestimmter Wellenlängen oder Wellenlängenbereiche dabei absorbiert werden (Resonanzabsorption). Die absorbierten Photonen fehlen im hindurchtretenden Licht, weshalb das Spektrum bei den betreffenden Wellenlängen dunkel oder im Extremfall schwarz ist.
Diese dunklen Absorptionslinien werden im Sonnenspektrum nach ihrem Entdecker Fraunhoferlinien genannt, sind aber auch im Spektrum von Sternen und vielen anderen Himmelskörpern nachweisbar.
Grundsätzlich wird unterschieden zwischen Absorptionsspektren und Emissionsspektren nach der Art ihrer Entstehung, entweder Absorption oder Emission. Als Absorptionsspektrum wird eine Darstellung der Absorptionsintensität in Abhängigkeit von der Wellenlänge {\displaystyle \lambda }, der Wellenzahl {\displaystyle {\tilde {\nu }}=1/\lambda } oder der Frequenz {\displaystyle \nu } bezeichnet.

## Beschreibung

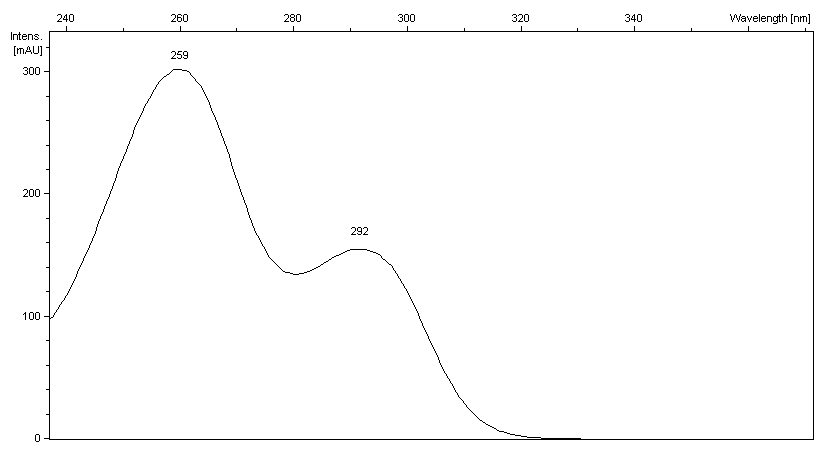
Vanillinsäure UV/VIS-Spektrum

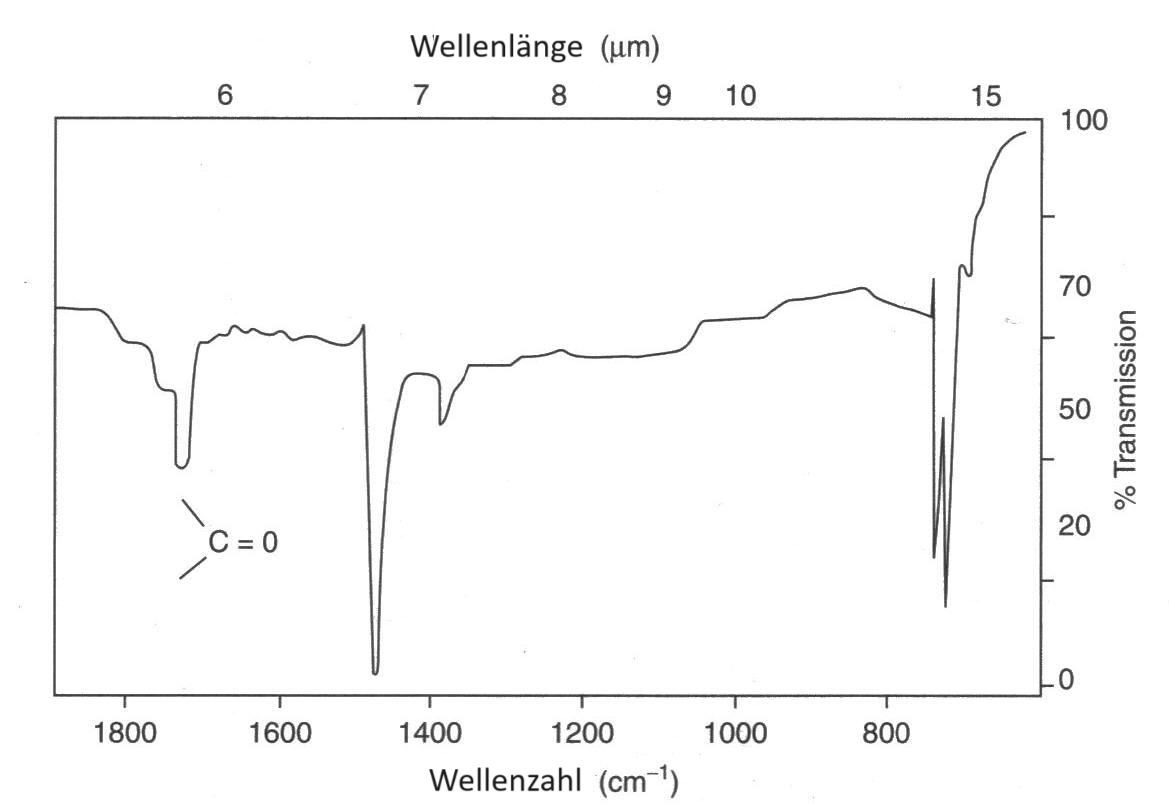
Carbonylbande im IR-Spektrum

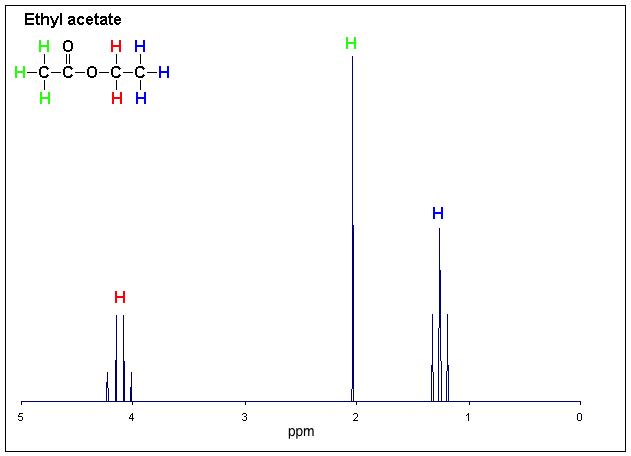
1H-NMR von Essigsäureethylester

Stoffe, die Photonen bzw. Energie aufnehmen – absorbieren –, gehen von ihrem jeweiligen energetischen Grundzustand G in einen energetisch angeregten Zustand A* über.
{\displaystyle {\ce {G->[+h\nu ][-h\nu /-kT]A^{\ast }}}}
Die absorbierte Energie (Energieaufnahme des Stoffes) entspricht der Energiedifferenz ΔE zwischen dem Grundzustand und dem angeregten Zustand des Stoffes. Für Atome oder Moleküle sind nur bestimmte Energiebeträge geeignet, sie in einen angeregten Zustand zu überführen. Diese Energiebeträge hängen von der Struktur und dem Aufbau der Stoffe ab.
Absorptionsspektren von Atomen und Ionen sind Linienspektren. Die Energiebeträge der Atome bzw. Ionen unterscheiden sich derart, dass bei einer Anregung lediglich Strahlung mit deutlich unterschiedlichen Wellenlängen absorbiert werden kann. Dazwischen liegen immer Energiebereiche, die nicht zur Resonanz beitragen und im Spektrum leer bleiben. Die dunklen Bereiche sind daher schmale Linien. Moleküle besitzen im Gegensatz zu Atomen und Ionen Bandenspektren. Die Absorptionsbanden bestehen aus vielen eng benachbarten Spektrallinien. Dabei liegen oft viele absorbierbare Energiebeträge dicht beieinander und bilden im Spektrum breitere dunkle Bereiche. In jedem Fall ist das beobachtete Absorptionsspektrum charakteristisch für die Art der Materie, die von der Strahlung durchquert wird. Spektroskopie in verschiedenen Wellenlängenbereichen, auch mit ultraviolettem oder infrarotem Licht, eine wichtige Methode zur Analyse von Stoffen.
Werden freie Atome (z. B. Gas oder Dampf) spektroskopiert, so werden die Photonen nach der Absorption wieder emittiert, und zwar gleichförmig in alle Raumrichtungen. Wird das Licht nur aus einer Richtung eingestrahlt, so findet man im hindurchgetretenen Licht das für die Atomsorte (chemisches Element) typische Absorptionsspektrum als Linienspektrum; das in die anderen Raumrichtungen gestreute Licht zeigt das entsprechende Emissionsspektrum.
Bei der Spektroskopie von Festkörpern kann zwischen der Absorption und einer eventuellen Emission noch eine Relaxation im Festkörper auftreten. Dabei wird ein Teil der Photonenenergie z. B. in Wärme umgesetzt. In diesem Fall sind Absorptions- und Emissionsspektrum nicht wie bei den freien Atomen komplementär zueinander.
Es gibt verschiedene Übergänge von Elektronen die durch Anregung „verboten“ sind. Diese Absorptionen kommen zwar vor, sie sind nur sehr unwahrscheinlich. Bei solchen „verbotenen Linien“ ist es eben extrem unwahrscheinlich, dass Absorption beobachtet werden kann.

## Beispiele
In verschiedenen Spektroskopie-Bereichen werden Absorptionsspektren verwendet:
- Ultraviolett/Visible-Spektroskopie (UV/VIS): Dabei werden Elektronensysteme im Molekül angeregt und nehmen dabei Energie auf. Angeregt werden z. B. Mehrfachbindungen oder freie Elektronenpaare. Für quantitative Bestimmungen hat die UV/VIS-Spektroskopie als eine der ältesten Methoden nach wie vor große Bedeutung.[1]
- Infrarot-Spektroskopie (IR): Dabei werden in Molekülen Schwingungen von Atomen oder Atomgruppen unter Absorption von Energie angeregt. Zum Beispiel durch funktionelle Gruppen und Molekülgerüste, die durch IR-Spektroskopie nachgewiesen werden können.[1]
- Kernresonanz-Spektroskopie (NMR): Es gibt 1H-NMR und 13C-NMR, die sich in ihren Informationen ergänzen. Bei 1H-NMR wird ein starkes Magnetfeld angelegt, dabei verhalten sich die Kerne der gebundenen Wasserstoffatome selbst wie kleine Magnete und können dann Energie (Radiowellen) absorbieren. Das „NMR-aktive“ Isotop 13C ist in Kohlenstoff und seinen Verbindungen zu etwa 1 % enthalten. Insgesamt geben sie Aufschluss über die Bindungsart und die Nachbarschaft der jeweiligen Wasserstoff- bzw. Kohlenstoffatome.[1]
- Atomabsorptions-Spektroskopie (AAS)

## Anwendung

Illustration der Rotverschiebung der Spektrallinien für einen weit entfernten Supergalaxienhaufen (BAS11) rechts im Vergleich zur Sonne links

Angewendet werden Absorptionsspektren auch in der (Umwelt-)Mess- und Analysetechnik:
Mit Hilfe eines FTIR-Spektrometers kann beispielsweise die Zusammensetzung eines Gasgemisches (z. B. Luft) quantitativ und qualitativ untersucht werden. Anhand des für jedes Gas charakteristischen Absorptionsspektrums („wie ein Fingerabdruck“) kann die Menge dieses Gases in dem gemessenen Gasgemisch ermittelt werden.
In der Atomabsorptionsspektrometrie wird das Absorptionsspektrum einer Probe erzeugt und gemessen. Auf diese Weise lässt sich die atomare Zusammensetzung der Probe bestimmen.
Eine große Bedeutung haben Absorptionsspektren in der Astronomie, da man durch sie die stoffliche Zusammensetzung und Temperatur leuchtender Himmelskörper ermitteln kann (siehe das Beispiel des Sonnenspektrums rechts). Ferner lassen sich durch den Zeeman-Effekt Magnetfelder und mittels Dopplereffekt Rotationen und radiale Geschwindigkeiten bestimmen. Die mit der Entfernung zunehmende Rotverschiebung von Galaxien war bereits in den 1930er-Jahren der erste Hinweis auf die Expansion des Weltalls.